# Chicago Film Critics Association Award/Bestes Originaldrehbuch
Preis der Chicago Film Critics Association: Bestes Originaldrehbuch
Gewinner (blau markiert) und Nominierte des Chicago Film Critics Association Awards in der Kategorie Bestes Originaldrehbuch (Best Original Screenplay). Die US-amerikanische Filmkritikervereinigung gibt alljährlich Mitte Dezember ihre Auszeichnungen für die besten Filmproduktionen und Filmschaffenden des laufenden Kalenderjahres bekannt. Diese werden wie bei der Oscar- oder Golden-Globe-Verleihung aus fünf Nominierten ausgewählt. Seit 2006 werden Preise in den Kategorien bestes Originaldrehbuch und bestes adaptiertes Drehbuch vergeben. Zwischen 1990 und 2005 existierte noch die Kategorie bestes Drehbuch.

## Preisträger
| Jahr | Preisträger                                                | Autor(en)                                                                               |
| ---- | ---------------------------------------------------------- | --------------------------------------------------------------------------------------- |
| 2006 | The Queen                                                  | Peter Morgan                                                                            |
| 2006 | Babel                                                      | Guillermo Arriaga                                                                       |
| 2006 | Letters from Iwo Jima                                      | Iris Yamashita                                                                          |
| 2006 | Little Miss Sunshine                                       | Michael Arndt                                                                           |
| 2006 | United 93                                                  | Paul Greengrass                                                                         |
| 2007 | Juno                                                       | Diablo Cody                                                                             |
| 2007 | Tödliche Entscheidung – Before the Devil Knows You’re Dead | Kelly Masterson                                                                         |
| 2007 | Michael Clayton                                            | Tony Gilroy                                                                             |
| 2007 | Ratatouille                                                | Brad Bird                                                                               |
| 2007 | Die Geschwister Savage                                     | Tamara Jenkins                                                                          |
| 2008 | WALL·E – Der Letzte räumt die Erde auf                     | Andrew Stanton und Jim Reardon                                                          |
| 2008 | Brügge sehen… und sterben?                                 | Martin McDonagh                                                                         |
| 2008 | Milk                                                       | Dustin Lance Black                                                                      |
| 2008 | Rachels Hochzeit                                           | Jenny Lumet                                                                             |
| 2008 | Synecdoche, New York                                       | Charlie Kaufman                                                                         |
| 2009 | Tödliches Kommando – The Hurt Locker                       | Mark Boal                                                                               |
| 2009 | A Serious Man                                              | Ethan & Joel Coen                                                                       |
| 2009 | Away We Go                                                 | Dave Eggers & Vendela Vida                                                              |
| 2009 | Inglourious Basterds                                       | Quentin Tarantino                                                                       |
| 2009 | Oben                                                       | Bob Peterson                                                                            |
| 2010 | Inception                                                  | Christopher Nolan                                                                       |
| 2010 | Black Swan                                                 | Mark Heyman, Andres Heinz & John McLaughlin                                             |
| 2010 | Four Lions                                                 | Jesse Armstrong, Sam Bain & Chris Morris                                                |
| 2010 | The Kids Are All Right                                     | Lisa Cholodenko & Stuart Blumberg                                                       |
| 2010 | The King’s Speech                                          | David Seidler                                                                           |
| 2011 | The Artist                                                 | Michel Hazanavicius                                                                     |
| 2011 | Martha Marcy May Marlene                                   | Sean Durkin                                                                             |
| 2011 | Midnight in Paris                                          | Woody Allen                                                                             |
| 2011 | Nader und Simin – Eine Trennung                            | Asghar Farhadi                                                                          |
| 2011 | The Tree of Life                                           | Terrence Malick                                                                         |
| 2012 | Zero Dark Thirty                                           | Mark Boal                                                                               |
| 2012 | Django Unchained                                           | Quentin Tarantino                                                                       |
| 2012 | Looper                                                     | Rian Johnson                                                                            |
| 2012 | The Master                                                 | Paul Thomas Anderson                                                                    |
| 2012 | Moonrise Kingdom                                           | Wes Anderson und Roman Coppola                                                          |
| 2013 | Her                                                        | Spike Jonze                                                                             |
| 2013 | American Hustle                                            | Eric Warren Singer und David O. Russell                                                 |
| 2013 | Blue Jasmine                                               | Woody Allen                                                                             |
| 2013 | Inside Llewyn Davis                                        | Joel und Ethan Coen                                                                     |
| 2013 | Nebraska                                                   | Bob Nelson                                                                              |
| 2014 | Grand Budapest Hotel                                       | Wes Anderson                                                                            |
| 2014 | Birdman oder (Die unverhoffte Macht der Ahnungslosigkeit)  | Alejandro González Iñárritu, Nicolás Giacobone, Alexander Dinelaris, Jr. und Armando Bó |
| 2014 | Boyhood                                                    | Richard Linklater                                                                       |
| 2014 | Am Sonntag bist du tot                                     | John Michael McDonagh                                                                   |
| 2014 | Whiplash                                                   | Damien Chazelle                                                                         |
| 2015 | Spotlight                                                  | Tom McCarthy und Josh Singer                                                            |
| 2015 | Bridge of Spies – Der Unterhändler                         | Matt Charman, Ethan und Joel Coen                                                       |
| 2015 | Ex Machina                                                 | Alex Garland                                                                            |
| 2015 | The Hateful Eight                                          | Quentin Tarantino                                                                       |
| 2015 | Alles steht Kopf                                           | Pete Docter, Meg LeFauve und Josh Cooley                                                |
| 2016 | Manchester by the Sea                                      | Kenneth Lonergan                                                                        |
| 2016 | Hell or High Water                                         | Taylor Sheridan                                                                         |
| 2016 | Jackie: Die First Lady                                     | Noah Oppenheim                                                                          |
| 2016 | The Lobster                                                | Giorgos Lanthimos und Efthymis Filippou                                                 |
| 2016 | Moonlight                                                  | Barry Jenkins                                                                           |
| 2017 | Get Out                                                    | Jordan Peele                                                                            |
| 2017 | The Big Sick                                               | Emily V. Gordon und Kumail Nanjiani                                                     |
| 2017 | Lady Bird                                                  | Greta Gerwig                                                                            |
| 2017 | Der seidene Faden                                          | Paul Thomas Anderson                                                                    |
| 2017 | Shape of Water – Das Flüstern des Wassers                  | Guillermo del Toro und Vanessa Taylor                                                   |
| 2017 | Three Billboards Outside Ebbing, Missouri                  | Martin McDonagh                                                                         |
| 2018 | First Reformed                                             | Paul Schrader                                                                           |
| 2018 | Eighth Grade                                               | Bo Burnham                                                                              |
| 2018 | The Favourite – Intrigen und Irrsinn                       | Deborah Davis und Tony McNamara                                                         |
| 2018 | Roma                                                       | Alfonso Cuarón                                                                          |
| 2018 | Vice – Der zweite Mann                                     | Adam McKay                                                                              |
| 2019 | Parasite                                                   | Bong Joon-ho und Han Jin-won                                                            |
| 2019 | The Farewell                                               | Lulu Wang                                                                               |
| 2019 | Knives Out – Mord ist Familiensache                        | Rian Johnson                                                                            |
| 2019 | Marriage Story                                             | Noah Baumbach                                                                           |
| 2019 | Once Upon a Time in Hollywood                              | Quentin Tarantino                                                                       |
| 2020 | Niemals Selten Manchmal Immer                              | Eliza Hittman                                                                           |
| 2020 | Da 5 Bloods                                                | Danny Bilson, Paul De Meo, Spike Lee und Kevin Willmott                                 |
| 2020 | Promising Young Woman                                      | Emerald Fennell                                                                         |
| 2020 | Soul                                                       | Pete Docter, Mike Jones und Kemp Powers                                                 |
| 2020 | The Trial of the Chicago 7                                 | Aaron Sorkin                                                                            |
| 2021 | Licorice Pizza                                             | Paul Thomas Anderson                                                                    |
| 2021 | The Card Counter                                           | Paul Schrader                                                                           |
| 2021 | The French Dispatch                                        | Wes Anderson                                                                            |
| 2021 | Pig                                                        | Michael Sarnoski                                                                        |
| 2021 | Red Rocket                                                 | Sean Baker und Chris Bergoch                                                            |
| 2022 | The Banshees of Inisherin                                  | Martin McDonagh                                                                         |
| 2022 | Aftersun                                                   | Charlotte Wells                                                                         |
| 2022 | Everything Everywhere All at Once                          | Daniel Kwan und Daniel Scheinert                                                        |
| 2022 | Die Fabelmans                                              | Tony Kushner und Steven Spielberg                                                       |
| 2022 | Tár                                                        | Todd Field                                                                              |
| 2023 | May December                                               | Samy Burch                                                                              |
| 2023 | Anatomie eines Falls                                       | Arthur Harari und Justine Triet                                                         |
| 2023 | Barbie                                                     | Greta Gerwig und Noah Baumbach                                                          |
| 2023 | The Holdovers                                              | David Hemingson                                                                         |
| 2023 | Past Lives – In einem anderen Leben                        | Celine Song                                                                             |
| 2024 | A Real Pain                                                | Jesse Eisenberg                                                                         |
| 2024 | Anora                                                      | Sean Baker                                                                              |
| 2024 | Der Brutalist                                              | Brady Corbet und Mona Fastvold                                                          |
| 2024 | Challengers – Rivalen                                      | Justin Kuritzkes                                                                        |
| 2024 | The Substance                                              | Coralie Fargeat                                                                         |